# Place Colette
Pour les articles homonymes, voir Colette (homonymie).
Ne doit pas être confondu avec Rue Collette.
La place Colette est une place du 1er arrondissement de Paris, en France.

## Situation et accès
La place est encadrée au nord et à l'est par le Palais-Royal (au nord avec la Comédie-Française et à l'est par le Conseil d'État), au sud par la rue Saint-Honoré qui la sépare de l'hôtel du Louvre, et à l'ouest par la rue de Richelieu.
La bouche de la station de métro Palais Royal - Musée du Louvre, dite « Kiosque des noctambules », dessinée en 2000 par Jean-Michel Othoniel, se trouve sur cette place.
Le quartier est desservi par les lignes 1 et 7.

## Origine du nom

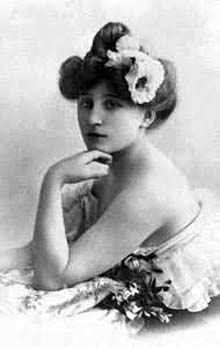
Colette, vers 1890.

Cette place rend hommage à l'écrivaine Colette, sur demande de sa fille unique, Colette de Jouvenel (1913-1981), à André Malraux, alors ministre de la Culture. L'arrêté est pris le 19 février 1966.

## Historique
La place a reçu son nom en 1966 et l'inauguration a eu lieu le 21 mars suivant. 

## Filmographie
Le café Le Nemours a accueilli le tournage de plusieurs films :
- 2007 : Dialogue avec mon jardinier de Jean Becker.
- 2010 : The Tourist de Florian Henckel von Donnersmarck.
- 2011 : Intouchables d'Olivier Nakache et Éric Toledano.

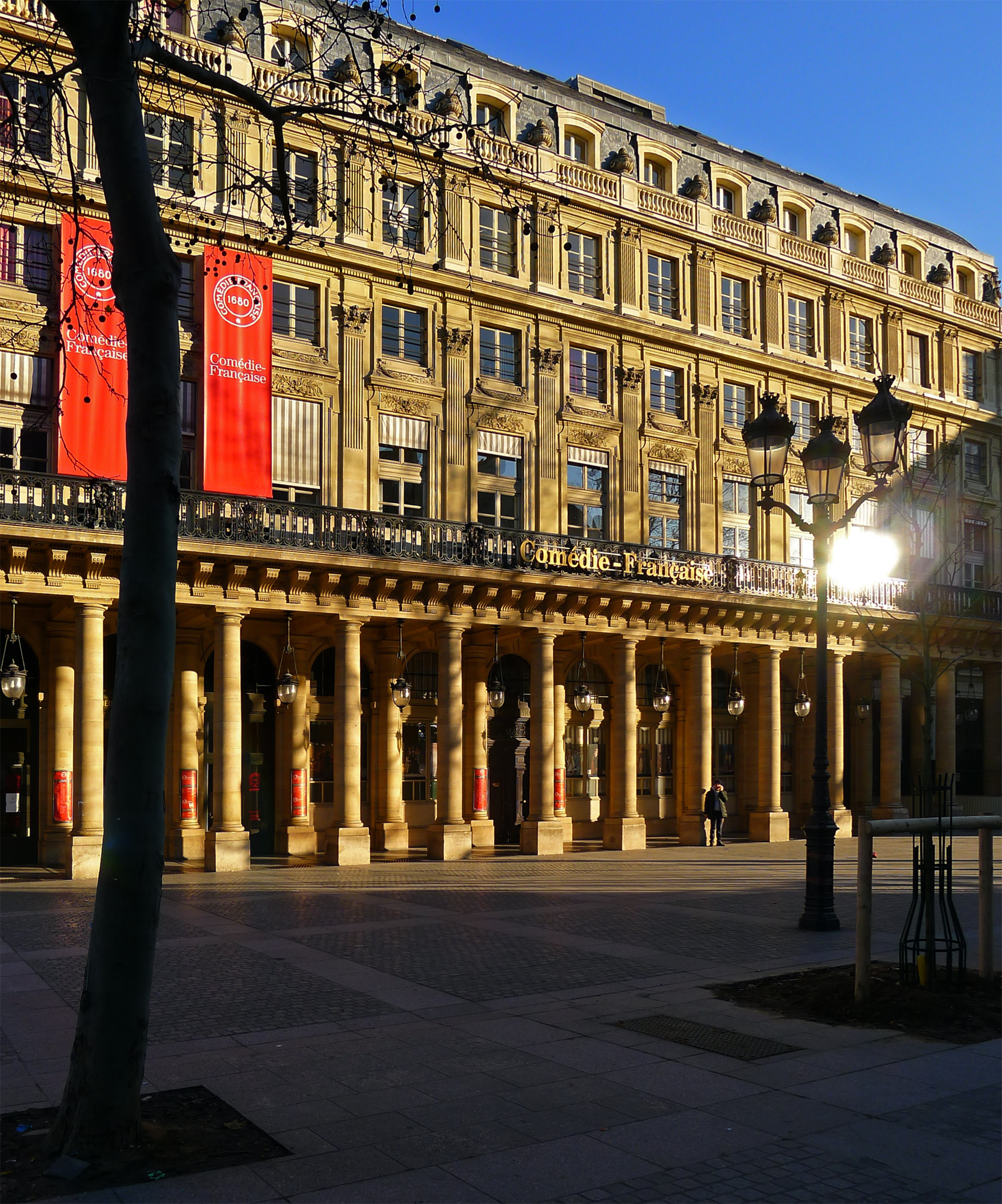
La place avec la Comédie-Française en arrière-plan.
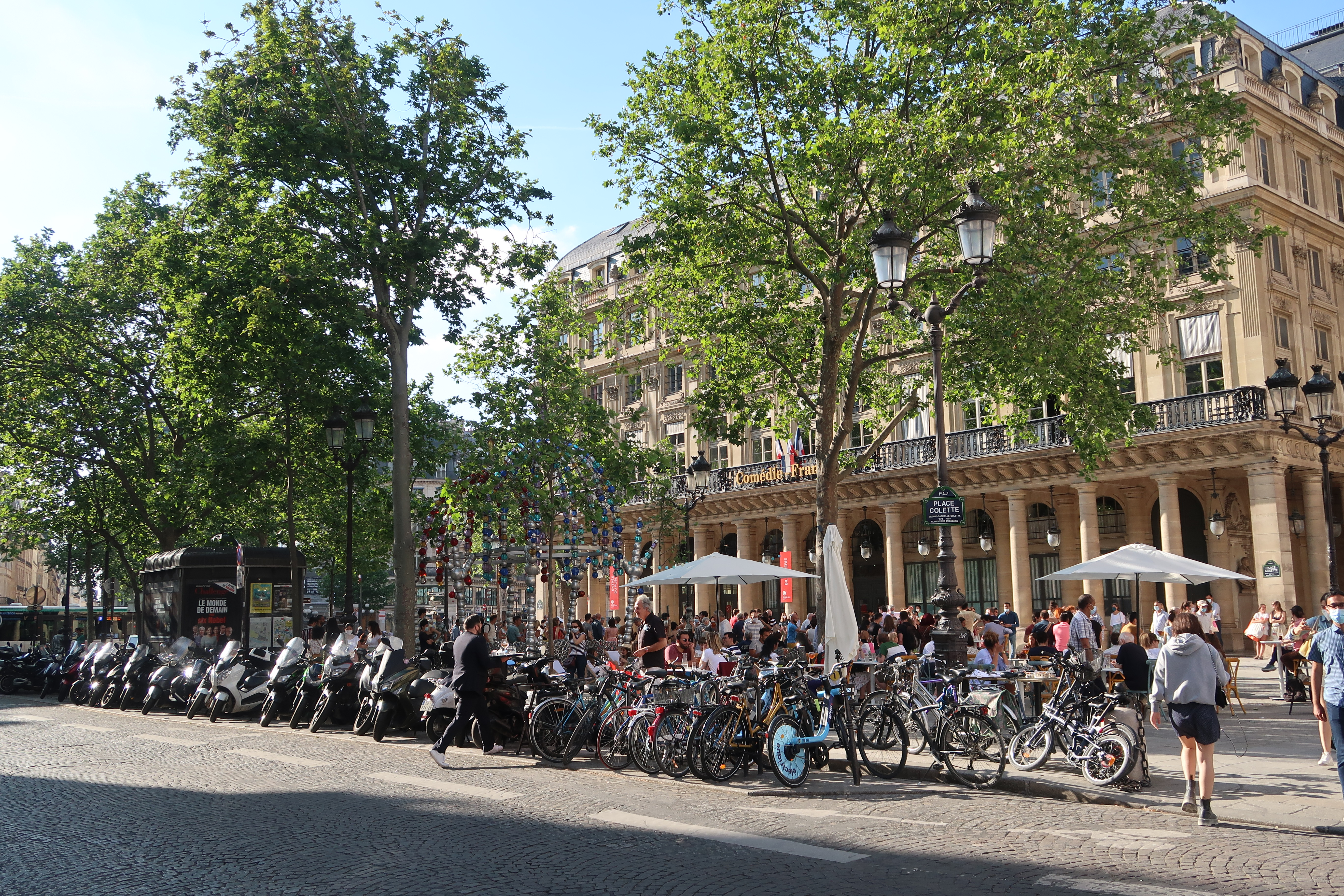
La place au printemps.
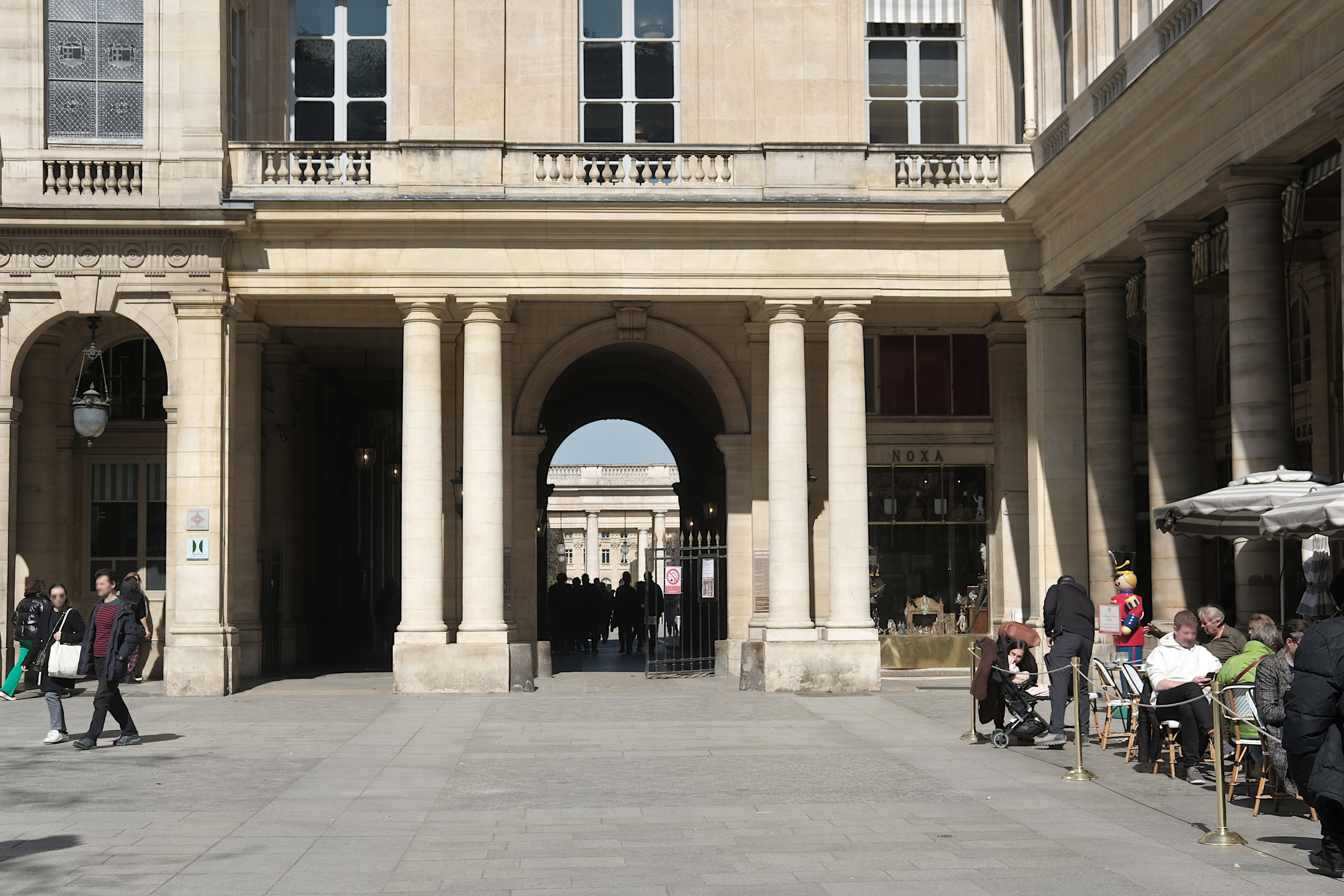
Entrée du Palais Royal sur la place Colette.

## Pour approfondir